# Megachile taua
Megachile taua är en biart som beskrevs av Embrik Strand 1911. Megachile taua ingår i släktet tapetserarbin, och familjen buksamlarbin. Inga underarter finns listade i Catalogue of Life.